# Kanton Boulogne-sur-Mer-2
Der Kanton Boulogne-sur-Mer-2 ist seit 2015 ein französischer Wahlkreis im Arrondissement Boulogne-sur-Mer, im Département Pas-de-Calais und in der Region Hauts-de-France; sein Hauptort ist Boulogne-sur-Mer. 

## Gemeinden
Der Kanton besteht aus fünf Gemeinden und Gemeindeteilen mit insgesamt 39.762 Einwohnern (Stand: 1. Januar 2022) auf einer Gesamtfläche von 54,84 km²:
| Gemeinde                  | Einwohner 1. Januar 2022 | Fläche km² | Dichte Einw./km² | Code INSEE | Postleitzahl |
| ------------------------- | ------------------------ | ---------- | ---------------- | ---------- | ------------ |
| Baincthun                 | 1.321                    | 26,69      | 49               | 62075      | 62360        |
| Boulogne-sur-Mer          | 18.204                   | 5,31       | 3.428            | 62160      | 62200        |
| Echinghen                 | 377                      | 5,84       | 65               | 62281      | 62360        |
| Le Portel                 | 8.824                    | 3,85       | 2.292            | 62667      | 62480        |
| Saint-Martin-Boulogne     | 11.036                   | 13,15      | 839              | 62758      | 62280        |
| Kanton Boulogne-sur-Mer-2 | 39.762                   | 54,84      | 725              | 6214       | –            |

1. ↑   Nur der südliche Teil der Gemeinde, der Rest gehört zum Kanton Boulogne-sur-Mer-1.